# Conus cresnensis
Espèce
Conus cresnensis est une espèce fossile de mollusques gastéropodes marins de la famille des Conidae.

## Taxonomie

### Publication originale
L'espèce Conus cresnensis a été décrite pour la première fois en 1885 par le malacologiste français Laurent-Joseph Morlet (1823-1893) dans « Journal de Conchyliologie »,.